# IC 1141
IC 1141 је спирална галаксија у сазвјежђу Змија која се налази на листи објеката дубоког неба у Индекс каталогу.
Деклинација објекта је + 12° 23' 57" а ректасцензија 15h 49m 47,0s. Привидна величина (магнитуда) објекта IC 1141 износи 14,0 а фотографска магнитуда 14,7. IC 1141 је још познат и под ознакама UGC 10051, MCG 2-40-14, MK 861, CGCG 78-81, IRAS 15474+1232, PGC 56141.